# ارنست اشتوتزنر
ارنست اشتوتزنر (آلمانی: Ernst Stötzner؛ زادهٔ ۱۹۵۲) هنرپیشه اهل آلمان است.
از فیلم‌ها یا برنامه‌های تلویزیونی که وی در آن نقش داشته‌است می‌توان به زیرزمین، کلیمت، تنها در برلین، و فرانتس اشاره کرد.